# Pjotr Dmitrijevič Dolgorukov
Kníže Pjotr Dmitrijevič Dolgorukov, (Пётр Дмитриевич Долгоруков) (9. května 1866 Carskoje Selo – 10. listopadu 1951 Vladimir) byl ruský liberální politik a čelný představitel meziválečné ruské emigrace v Československu.

## Život
Pocházel ze starobylého knížecího rodu ruských statkářů Dolgorukovových. Narodil se jako syn knížete Dmitrije Nikolajeviče Dolgorukova (1827—1910) a jeho ženy, kněžny Natálie Vladimírovny, rozené hraběnky Davydovové, dcery hraběte Orlova–Davydova. Jeho bratr – dvojče Pavel byl v roce 1927 popraven bolševiky.
Po studiích na Prvním moskevském gymnáziu absolvoval roku 1889 studia na historicko-filologickém institutu Lomonosovovy univerzity v Moskvě. Usadil se
na svém venkovském statku ve vsi Gujevo v Sudžanském újezdu, v Kurské gubernii, kde zavedl intenzivní zemědělskou výrobu, pěstoval dobytek, modernizoval zemědělství a zlepšoval pracovní podmínky zemědělců. Téhož roku s bratrem vstoupili do kruhu zemských liberálů Beseda. V roce 1891 se zapojil do boje proti hladomoru v gubernii Samara. Jako politik byl v letech 1892–1902 předsedou zemské rady Sudžanského újezdu. Za své radikálně pokrokové názory a prohlášení byl odvolán z funkce a na pět let zbaven volebního práva. Znovu vstoupil do politiky mezi zakladateli a vůdci liberálního Svazu osvobození, Osvobození byl také titul jejich časopisu, vydávaného od roku 1902 ve Stuttgartu.

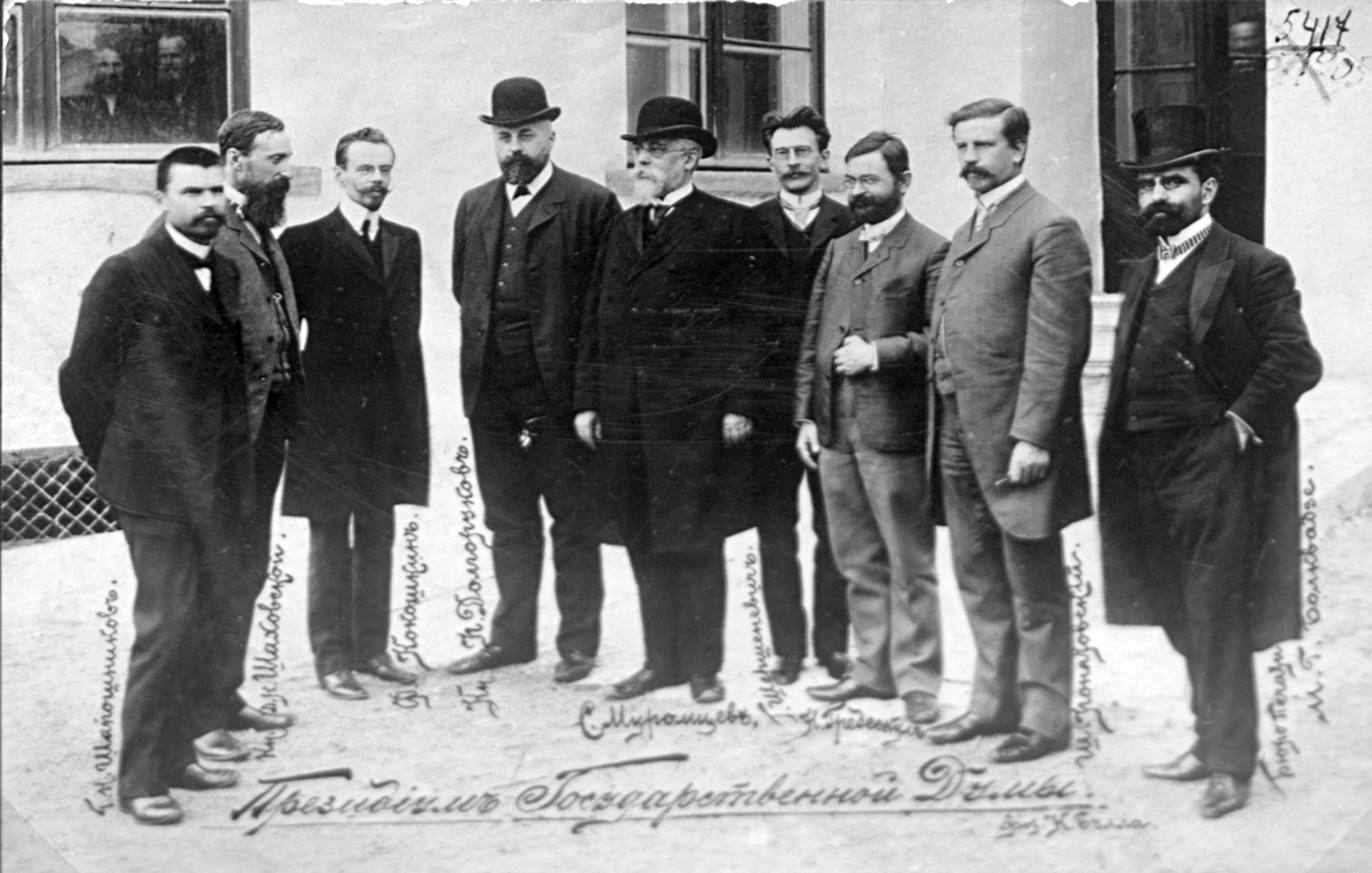
Prezidium Státní dumy v roce 1906, Dolgorukov čtvrtý zleva

V říjnu 1905 byl jedním ze zakladatelů a organizátorů Ústavně demokratické strany (Strana lidové svobody), byl členem ústředního výboru strany, vedl i její komise: agrární, finanční, místní samosprávy; vedl také zemský výbor pro Kurskou gubernii.
V roce 1906 byl zvolen poslancem za Kurskou gubernii a místopředsedou První státní dumy Ruského impéria. Konzervativní prostředí sněmovny jeho pokrokové názory brzy začalo odmítat. Odmítal placení vysokých příspěvků na armádu a za podepsání tzv. Vyborské výzvy byl v roce 1907 odsouzen ruským soudem a uvězněn na tři měsíce. V roce 1909 byl znovu zvolen předsedou představenstva Suždanského újezdu; stáhl se z politiky, oženil se s Antoninou Michailovnou rozenou Bespalovovou a narodily se jim děti Michail a Natálie. Roku 1914 narukoval na vojnu, sloužil v hodnosti korneta.
Po bolševické revoluci v roce 1917 uprchl s rodinou na severní Kavkaz, zprvu se tam léčil. Dále v roce 1919 přesídlili na Krym, kde Pjotr Dmitrijevič pracoval v jídelně tábora pro uprchlíky. Odtud s rodinou a mnohými uprchlíky roku 1920 emigroval do Istanbulu. Roku 1922 odjel do Československa, kde žil s rodinou v Praze-Dejvicích. Stal se místopředsedou a v roce 1927 předsedou Sdružení ruských organizací v Československu. 9. června roku 1945 byl v Praze zatčen sovětskými vojáky 1. ukrajinského frontu na příkaz tajné sovětské policie SMERŠ, odsouzen za protisovětskou činnost a odvlečen do SSSR. Poslední roky života strávil v sovětských věznicích, kde zemřel pravděpodobně v moskevské věznici Butyrce v roce 1951. Přesné místo ani hrob nejsou známy, teprve 28. dubna roku 2012 mu byl odhalen symbolický hrob-památník na knížecím hřbitově ve Vladimiru.

## Rodina
- Manželka Antonina Michailovna (1883—1957) se synem odjela v roce 1947 za dcerou do Paříže, později do Spojených států, kde zemřela.
- Syn Michail Petrovič (1907—1993) byl inženýrem. Byl posledním mužským potomkem rodu, žil a zemřel v New Yorku.
- Dcera Natálie (1911—2009), provdaná Zajkovová, dožila v Montrealu v Kanadě[2].

### Zajímavost
- Pjotr Dmitrijevič byl prastrýcem norského zpěváka Georga Kajanuse z popové kapely Sailor.